# Liga I 2020-2021
La Liga I 2020-2021 è stata la 103ª edizione della massima serie del campionato rumeno di calcio, iniziato il 21 agosto 2020 per concludersi il 27 maggio 2021. Il CFR Cluj, squadra campione in carica, si è riconfermato conquistando il titolo per la settima volta nella sua storia, il quarto consecutivo.

## Stagione

### Novità
Il numero di partecipanti è aumentato da 14 a 16. Dalla Liga I 2019-2020 non è retrocessa alcuna squadra. Dalla Liga II 2019-2020 sono stati promossi l'UTA Arad e l'Argeș Pitești, rispettivamente primo e secondo classificato nel girone dei play-off.

### Formula
Il campionato si svolge in due fasi: nella prima le sedici squadre si affrontano in un girone di andata e ritorno, per un totale di 30 giornate. Successivamente le squadre vengono divise in due gruppi in base alla classifica: le prime sei formano un nuovo girone e competono per il titolo e la qualificazione alle competizioni europee, scontrandosi due volte ciascuna per un totale di 10 giornate; le ultime dieci invece lottano per non retrocedere in Liga II, scontrandosi una volta soltanto per un totale di 9 giornate.
Al termine della competizione, la squadra classificata al primo posto si qualificherà per il primo turno di qualificazione della UEFA Champions League 2021-2022. Le squadra classificata al secondo posto si qualificherà per il secondo turno di qualificazione della UEFA Europa Conference League 2021-2022. La terza classificata disputerà uno spareggio con la vincente della gara tra le prime due classificate del girone della Poule retrocessione per un ulteriore posto in UEFA Europa Conference League.
Le squadre classificate agli ultimi due posti della Poule retrocessione retrocederanno direttamente in Liga II, mentre la terz'ultima e la quart'ultima giocheranno uno spareggio promozione-retrocessione contro le squadre classificatesi al terzo e quarto posto della Liga II.

## Squadre partecipanti
| Club                | Città           | Stadio                          | Stagione precedente |
| ------------------- | --------------- | ------------------------------- | ------------------- |
| Acad. Clinceni      | Clinceni        | Stadio Clinceni                 | 10º posto in Liga I |
| Argeș Pitești       | Pitești         | Stadio Nicolae Dobrin           | 2º posto in Liga II |
| Astra Giurgiu       | Giurgiu         | Stadio Marin Anastasovici       | 3º posto in Liga I  |
| Botoșani            | Botoșani        | Stadio Municipal                | 4º posto in Liga I  |
| Chindia Târgoviște  | Târgoviște      | Stadio Ilie Oană (Ploiești)     | 14º posto in Liga I |
| CFR Cluj            | Cluj-Napoca     | Stadio Dr. Constantin Rădulescu | Campione di Romania |
| FC Politehnica Iași | Iași            | Stadio Emil Alexandrescu        | 12º posto in Liga I |
| U Craiova           | Craiova         | Stadionul Ion Oblemenco         | 2º posto in Liga I  |
| Dinamo Bucarest     | Bucarest        | Arena Națională                 | 13º posto in Liga I |
| FCSB                | Bucarest        | Arena Națională                 | 5º posto in Liga I  |
| Gaz Metan Mediaș    | Mediaș          | Stadio Gaz Metan                | 6º posto in Liga I  |
| Hermannstadt        | Sibiu           | Stadio Municipal                | 8º posto in Liga I  |
| Sepsi               | Sfântu Gheorghe | Stadio Municipal                | 9º posto in Liga I  |
| UTA Arad            | Arad            | Stadio Francisc von Neuman      | 1º posto in Liga II |
| Viitorul Costanza   | Costanza        | Stadio Viitorul (Ovidiu)        | 7º posto in Liga I  |
| Voluntari           | Voluntari       | Stadio Anghel Iordănescu        | 11º posto in Liga I |

## Allenatori e primatisti
| Squadra             | Allenatore |
| ------------------- | --- |
| Acad. Clinceni      | Ilie Poenaru |
| Argeș Pitești       | Ionuț Badea (1ª-6ª) Ionuț Moșteanu (7ª-11ª) Augustin Eduard (12ª-15ª) Mihaita Ianovschi (16ª-30ª e Poule retrocessione) |
| Astra Giurgiu       | Bogdan Andone (1ª-5ª) Alexandru Radu (6ª-10ª) Eugen Neagoe (11ª-30ª e Poule retrocessione)                              |
| Botoșani            | Marius Croitoru |
| Chindia Târgoviște  | Emil Săndoi |
| CFR Cluj            | Dan Petrescu(1ª-11ª) Edward Iordănescu (12ª-30ª e Poule scudetto)                                                       |
| FC Politehnica Iași | Daniel Pancu (1ª-20ª) Andrei Cristea (21ª-25ª) Nicolò Napoli (26ª-30ª e Poule retrocessione)                            |
| U Craiova           | Cristiano Bergodi (1ª-10ª) Corneliu Papură (11ª-20ª) Dragos Bon (21ª-22ª) Marinos Ouzounidīs (23ª-30ª e Poule scudetto) |

| Squadra           | Allenatore |
| ----------------- | --- |
| Dinamo Bucarest   | Gheorghe Mulțescu (1ª) Cosmin Contra (2ª-11ª) Ionel Gane (12ª-27ª) Gheorghe Mulțescu (28ª-30ª) Dušan Uhrin Jr. (Poule retrocessione) |
| FCSB              | Anton Petrea |
| Gaz Metan Mediaș  | Dušan Uhrin Jr. (1ª-5ª) Jorge Costa (6ª-19ª) Mihai Teja (20ª-30ª e Poule retrocessione)                                              |
| Hermannstadt      | Rubén Albés (1ª-16ª) Liviu Ciobotariu (17ª-30ª e Poule retrocessione)                                                                |
| Sepsi             | Leontin Grozavu |
| UTA Arad          | László Balint |
| Viitorul Costanza | Rubén de la Barrera(1ª-11ª) Mircea Rednic (12ª-29ª) Cătălin Anghel (30ª e Poule retrocessione)                                       |
| Voluntari         | Mihai Teja (1ª-15ª) Bogdan Andone (16ª-30ª e Poule retrocessione) Liviu Ciobotariu (Poule retrocessione)                             |

## Prima fase

### Classifica finale
|  | Pos. | Squadra             | Pt | G  | V  | N  | P  | GF | GS | DR  |
|  | ---- | ------------------- | -- | -- | -- | -- | -- | -- | -- | --- |
|  | 1.   | FCSB                | 65 | 30 | 20 | 5  | 5  | 57 | 22 | +35 |
|  | 2.   | CFR Cluj            | 64 | 30 | 19 | 7  | 4  | 42 | 15 | +27 |
|  | 3.   | U Craiova           | 58 | 30 | 16 | 10 | 4  | 33 | 14 | +19 |
|  | 4.   | Sepsi               | 45 | 30 | 10 | 15 | 5  | 43 | 31 | +12 |
|  | 5.   | Acad. Clinceni      | 44 | 30 | 10 | 14 | 6  | 30 | 26 | +4  |
|  | 6.   | Botoșani            | 42 | 30 | 11 | 9  | 10 | 39 | 36 | +3  |
|  | 7.   | Argeș Pitești       | 40 | 30 | 10 | 10 | 10 | 33 | 41 | -8  |
|  | 8.   | Chindia Târgoviște  | 39 | 30 | 10 | 9  | 11 | 24 | 26 | -2  |
|  | 9.   | Astra Giurgiu       | 38 | 30 | 9  | 11 | 10 | 38 | 39 | -1  |
|  | 10.  | UTA Arad            | 37 | 30 | 9  | 10 | 11 | 26 | 36 | -10 |
|  | 11.  | Gaz Metan Mediaș    | 33 | 30 | 9  | 6  | 15 | 33 | 41 | -8  |
|  | 12.  | Voluntari           | 32 | 30 | 8  | 8  | 14 | 32 | 40 | -8  |
|  | 13.  | Viitorul Costanza   | 31 | 30 | 6  | 13 | 11 | 36 | 37 | -1  |
|  | 14.  | Dinamo Bucarest     | 27 | 30 | 7  | 6  | 17 | 26 | 41 | -15 |
|  | 15.  | Hermannstadt        | 26 | 30 | 5  | 11 | 14 | 28 | 40 | -12 |
|  | 16.  | FC Politehnica Iași | 25 | 30 | 7  | 4  | 19 | 29 | 64 | -35 |

Legenda:
      Ammessa alla Poule scudetto
      Ammessa alla Poule retrocessione
Regolamento:
Tre punti per la vittoria, uno per il pareggio, zero per la sconfitta.
Fonte: https://lpf.ro/liga-1/

### Risultati
|                     | ACA  | ARG  | AST  | BOT  | CHI  | CFR  | DIN  | IAS  | FCS  | GZM  | HER  | SEP  | UCV  | UTA  | VII  | VOL  |
| ------------------- | ---- | ---- | ---- | ---- | ---- | ---- | ---- | ---- | ---- | ---- | ---- | ---- | ---- | ---- | ---- | ---- |
| Acad. Clinceni      | –––– | 1-0  | 1-1  | 2-1  | 0-0  | 1-2  | 1-1  | 2-1  | 0-2  | 2-0  | 0-0  | 2-0  | 0-0  | 0-3  | 1-0  | 0-1  |
| Argeș Pitești       | 1-1  | –––– | 1-0  | 2-3  | 3-1  | 0-2  | 0-1  | 2-1  | 0-0  | 1-1  | 2-2  | 1-1  | 1-2  | 1-1  | 1-0  | 2-1  |
| Astra Giurgiu       | 0-2  | 0-2  | –––– | 1-1  | 0-0  | 0-2  | 2-0  | 4-0  | 0-3  | 3-0  | 2-1  | 2-2  | 1-1  | 0-0  | 1-1  | 2-3  |
| Botoșani            | 0-0  | 0-1  | 1-1  | –––– | 0-2  | 2-1  | 4-0  | 4-0  | 0-2  | 2-1  | 1-0  | 1-2  | 0-0  | 2-3  | 1-0  | 1-1  |
| Chindia Târgoviște  | 2-1  | 2-2  | 0-1  | 2-3  | –––– | 0-1  | 1-0  | 1-1  | 0-2  | 1-0  | 1-3  | 1-2  | 1-0  | 1-1  | 1-1  | 1-0  |
| CFR Cluj            | 3-1  | 5-0  | 1-1  | 2-1  | 0-0  | –––– | 1-0  | 4-0  | 2-0  | 1-2  | 1-0  | 0-0  | 0-0  | 0-1  | 2-1  | 0-0  |
| Dinamo Bucarest     | 1-3  | 1-2  | 1-1  | 1-1  | 0-1  | 0-2  | –––– | 4-1  | 0-1  | 2-1  | 1-1  | 0-0  | 0-1  | 0-1  | 0-5  | 3-0  |
| FC Politehnica Iași | 0-0  | 1-1  | 2-3  | 0-1  | 1-0  | 0-2  | 1-0  | –––– | 5-2  | 1-4  | 1-0  | 1-4  | 0-3  | 1-2  | 0-3  | 0-2  |
| FCSB                | 0-1  | 3-0  | 3-0  | 4-1  | 1-0  | 3-0  | 3-2  | 3-1  | –––– | 1-0  | 5-0  | 1-1  | 0-0  | 3-0  | 3-0  | 2-1  |
| Gaz Metan Mediaș    | 1-1  | 2-0  | 0-0  | 1-2  | 1-0  | 0-1  | 1-3  | 2-1  | 2-3  | –––– | 1-1  | 0-3  | 0-2  | 1-2  | 1-0  | 2-0  |
| Hermannstadt        | 2-2  | 4-1  | 0-1  | 2-1  | 1-1  | 1-3  | 0-2  | 0-1  | 1-0  | 1-1  | –––– | 1-2  | 0-1  | 1-1  | 0-0  | 3-2  |
| Sepsi S.G.          | 0-0  | 1-0  | 4-1  | 2-2  | 0-1  | 0-1  | 2-0  | 3-3  | 1-1  | 1-1  | 1-1  | –––– | 0-1  | 3-0  | 1-1  | 2-2  |
| U Craiova           | 0-1  | 1-1  | 2-0  | 1-0  | 0-1  | 0-0  | 1-0  | 1-0  | 0-2  | 3-1  | 1-0  | 0-0  | –––– | 2-0  | 1-1  | 2-1  |
| UTA Arad            | 0-0  | 1-2  | 0-6  | 0-0  | 1-0  | 0-1  | 0-1  | 2-3  | 0-1  | 1-3  | 1-1  | 2-0  | 1-2  | –––– | 0-0  | 0-0  |
| Viitorul Costanza   | 1-1  | 2-2  | 4-1  | 1-2  | 0-0  | 1-1  | 2-1  | 1-2  | 2-2  | 0-2  | 2-1  | 3-3  | 1-4  | 1-1  | –––– | 0-1  |
| Voluntari           | 3-3  | 0-1  | 1-3  | 1-1  | 0-2  | 0-1  | 1-1  | 4-0  | 2-1  | 2-1  | 1-0  | 1-2  | 1-1  | 0-1  | 0-2  | –––– |

## Poule scudetto
Le sei squadre miglior classificate nella stagione regolare si incontrano due volte per un totale di 10 partite per squadra. Le squadre cominciano la Poule scudetto con i punti della stagione regolare dimezzati.

### Classifica finale
|                    | Pos. | Squadra        | Pt | G  | V | N | P | GF | GS | DR  |
| ------------------ | ---- | -------------- | -- | -- | - | - | - | -- | -- | --- |
| Romania (bandiera) | 1.   | CFR Cluj       | 54 | 10 | 7 | 1 | 2 | 15 | 5  | +10 |
|                    | 2.   | FCSB           | 45 | 10 | 3 | 3 | 4 | 13 | 14 | -1  |
|                    | 3.   | U Craiova      | 41 | 10 | 3 | 3 | 4 | 9  | 11 | -2  |
|                    | 4.   | Sepsi          | 40 | 10 | 5 | 2 | 3 | 11 | 8  | +3  |
|                    | 5.   | Acad. Clinceni | 33 | 10 | 3 | 2 | 5 | 10 | 15 | -5  |
|                    | 6.   | Botoșani       | 31 | 10 | 3 | 1 | 6 | 13 | 18 | -5  |

Legenda:
      Campione di Romania e ammessa alla UEFA Champions League 2021-2022
      Ammessa alla UEFA Europa Conference League 2021-2022
 Ammessa ai Play-off Europa Conference League
Note:
Tre punti per la vittoria, uno per il pareggio, zero per la sconfitta.

### Risultati
|                | ACA  | BOT  | CFR  | FCS  | SEP  | UCV  |
| -------------- | ---- | ---- | ---- | ---- | ---- | ---- |
| Acad. Clinceni | –––– | 4-3  | 0-1  | 0-2  | 2-1  | 1-0  |
| Botoșani       | 2-1  | –––– | 0-1  | 1-3  | 2-1  | 1-1  |
| CFR Cluj       | 3-0  | 2-0  | –––– | 2-0  | 0-1  | 1-2  |
| FCSB           | 2-2  | 2-1  | 1-1  | –––– | 1-2  | 0-1  |
| Sepsi S.G.     | 1-0  | 1-0  | 0-1  | 2-2  | –––– | 2-0  |
| U Craiova      | 0-0  | 2-3  | 1-3  | 2-0  | 0-0  | –––– |

## Poule retrocessione
Le rimanenti dieci squadre classificate nella stagione regolare si incontrano una volta soltanto per un totale di 9 partite per squadra. Le squadre cominciano la Poule retrocessione con i punti della stagione regolare dimezzati.

### Classifica finale
|  | Pos. | Squadra             | Pt | G | V | N | P | GF | GS | DR |
|  | ---- | ------------------- | -- | - | - | - | - | -- | -- | -- |
|  | 7.   | Chindia Târgoviște  | 36 | 9 | 4 | 4 | 1 | 7  | 3  | +4 |
|  | 8.   | UTA Arad            | 32 | 9 | 4 | 1 | 4 | 7  | 9  | -2 |
|  | 9.   | Gaz Metan Mediaș    | 32 | 9 | 4 | 3 | 2 | 15 | 10 | +5 |
|  | 10.  | Viitorul Costanza   | 32 | 9 | 5 | 1 | 3 | 9  | 4  | +5 |
|  | 11.  | Argeș Pitești       | 31 | 9 | 3 | 2 | 4 | 10 | 7  | +3 |
|  | 12.  | Dinamo Bucarest     | 31 | 9 | 5 | 2 | 2 | 11 | 8  | +3 |
|  | 13.  | Voluntari           | 28 | 9 | 3 | 3 | 3 | 6  | 7  | -1 |
|  | 14.  | Hermannstadt        | 26 | 9 | 4 | 1 | 4 | 6  | 9  | -3 |
|  | 15.  | Astra Giurgiu       | 24 | 9 | 1 | 2 | 6 | 6  | 12 | -6 |
|  | 16.  | FC Politehnica Iași | 20 | 9 | 2 | 1 | 6 | 7  | 15 | -8 |

Legenda:
 Ammessa ai Play-off Europa Conference League
 Ammessa allo Spareggio promozione-retrocessione
      Retrocesse in Liga II 2021-2022
Regolamento:
Tre punti per la vittoria, uno per il pareggio, zero per la sconfitta.

### Risultati
|                     | ARG  | AST  | CHI  | DIN  | IAS  | GZM  | HER  | UTA  | VII  | VOL  |
| ------------------- | ---- | ---- | ---- | ---- | ---- | ---- | ---- | ---- | ---- | ---- |
| Argeș Pitești       | –––– |      | 0-1  | 1-2  | 0-0  |      |      | 4-1  |      | 3-0  |
| Astra Giurgiu       | 0-1  | –––– |      | 0-0  | 1-2  |      |      | 1-2  |      | 0-3  |
| Chindia Târgoviște  |      | 0-0  | –––– |      | 2-0  | 1-1  | 2-0  |      | 0-2  |      |
| Dinamo Bucarest     |      |      | 0-0  | –––– |      |      | 2-0  | 0-1  |      | 2-0  |
| FC Politehnica Iași |      |      |      | 1-2  | –––– |      | 0-1  |      | 0-3  | 0-1  |
| Gaz Metan Mediaș    | 1-1  | 2-1  |      | 4-1  | 4-2  | –––– |      |      |      | 1-1  |
| Hermannstadt        | 1-0  | 1-3  |      |      |      | 1-2  | –––– |      | 0-0  |      |
| UTA Arad            |      |      | 0-1  |      | 1-2  | 1-0  | 0-1  | –––– | 1-0  |      |
| Viitorul Costanza   | 1-0  | 1-0  |      | 1-2  |      | 1-0  |      |      | –––– |      |
| Voluntari           |      |      | 0-0  |      |      |      | 0-1  | 0-0  | 1-0  | –––– |

## Play-off UEFA Europa Conference League

### Semifinale
|                    | Risultati |                   | Luogo e data          |
| ------------------ | --------- | ----------------- | --------------------- |
| Chindia Târgoviște | 2 - 3     | Viitorul Costanza | Buzău, 27 maggio 2021 |

### Finale
|       | Risultati |                   | Luogo e data                    |
| ----- | --------- | ----------------- | ------------------------------- |
| Sepsi | 1 - 0     | Viitorul Costanza | Sfântu Gheorghe, 30 maggio 2021 |

## Spareggio promozione/retrocessione
|                  | Risultati |                  | Luogo e data             |
| ---------------- | --------- | ---------------- | ------------------------ |
| Dunărea Călărași | 1 - 2     | Voluntari        | Călărași, 29 maggio 2021 |
| Voluntari        | 4 - 0     | Dunărea Călărași | Voluntari, 3 giugno 2021 |
|                  |           |                  |                          |
| Mioveni          | 0 - 0     | Hermannstadt     | Mioveni, 29 maggio 2021  |
| Hermannstadt     | 1 - 2     | Mioveni          | Sibiu, 2 giugno 2021     |

## Statistiche

### Classifica marcatori
| Gol |  |  | Giocatore          | Squadra               |
| --- |  |  | ------------------ | --------------------- |
| 24  |  |  | Florin Tănase      | FCSB                  |
| 18  |  |  | Cephas Malele      | Arges Pitesti         |
| 14  |  |  | Dennis Man         | FCSB                  |
| 14  |  |  | Hamidou Keyta      | Botosani              |
| 13  |  |  | Ciprian Deac       | CFR Cluj              |
| 11  |  |  | Alexandru Cicâldău | Universitatea Craiova |
| 9   |  |  | Kevin Luckassen    | Viitorul Costanța     |
| 9   |  |  | Ronaldo Deaconu    | 2 Squadre             |
| 9   |  |  | Pavol Šafranko     | Sepsi S.G.            |
| 8   |  |  | Constantin Budescu | Astra Giurgiu         |
| 8   |  |  | Gabriel Debeljuh   | CFR Cluj              |
| 8   |  |  | Olimpiu Moruțan    | FCSB                  |